# Hermopolis
Hermopolis (egipčansko ḫmnw χaˈmaːnaw Hemenu, koptsko   Ϣⲙⲟⲩⲛ Šmun,  starogrško starogrško Ἑρμοῦ πόλις Hermoû pólis ali starogrško Ἑρμοῦ πόλις μεγάλη Hermoû pólis megálẽ, slovensko Hermesovo mesto ali Veliko Hermesovo mesto)  je bilo veliko staroveško mesto na meji med Gornjim in Spodnjim Egiptom.
V Starem egipčanskem kraljestvu je bil upravno središče province (nom), v rimskem in zgodnjekrščanskem obdobju pa se je razvil v eno najpomembnejših mest rimskega Egipta. Po muslimanski osvojitvi Egipta je bilo mesto zapuščeno, ostalo pa je naslovna škofija latinske katoliške in pravoslavne koptske cerkve.
Ostanki mesta so blizu sodobnega mesta Mallawi v egiptovski provinci Minya.

## Ime
Hemenu (Ḫmnw) v egipčanščini pomeni  "Osem mest". Ime je dobilo po ogdoadi, skupini osmih prvobitnih  božanstev, ki so imela v mestu svoje glavno kultno središče. Ime mesta se je ohranilo v koptski obliki Šmun, iz katerega izhaja ime sodobnega mesta Ašmunein (arabsko الأشمونين‎).
V stari grščini se je mesto imenovalo Hermesovo mesto. Hermesovo zato, ker so Grki Hermesa enačili z egipčanskim bogom magije, zdravilstva in modrosti in pokroviteljem pisarjev Totom, ki je imel kultno središče v Hemenu. 

## Zgodovina
Hemenu  je bil glavno mesto Zajčjega noma (15. nom Gornjega Egipta) na meji med Gornjim in Spodnjim Egiptom. Tebansko ozemlje je takrat segalo mnogo bolj proti severu kot v kasnejših obdobjih. Kot mejno mesto je bil Hemenu zelo obiskovano in  rzakošno mesto, na drugem mestu za Tebami. Malo južno od mesta je stala utrdba, v kateri so prevozniki po Nilu plačevali takse. Za mestno pokopališče so služile jame Beni Hasan pri Antinopolisu na nasprotnem bregu Nila, ker so bile zaradi hribov v zaledju mesta bolj dostopne od hribov samih.
Hermopolis je postal pomembno mesto v rimski Prvi tebanski provinci in škofiji Egipt.
Glavni egipčanski božanstvi, ki sta se častili v mestu, sta bila Set (Tifon) in Tot. Seta so upodabljali kot nilskega konja, na katerem je sedel sokol v boju s kačo. Upodabljali so ga kot ibisa.

## Ostanki mesta
Hermopolis je dokaj dobro prestal pogoste vojne v faraonskem in rimskem obdobju, velike spremembe pa je doživel pod islamskimi vladarji. Apnenec iz njegovih zgradb so uporabili za žganje apna ali ga kot gradivo odpeljali iz mesta. Ohranjeni Oksirinški papirus iz 3. stoletja n. št. pravi, da so v mestu stale tudi sedemnatstropne zgradbe. Veliko podatkov o mestu iz 2. do 4. stoletja po hidžri je tudi v zbirki papirusov Knjižnice Johna Rylandsa v Manchesterju.

## Zgradbe
Najbolj impozanten kip na portiku templja v Hermopolisu je bil kip boga Tota z glavo ibisa in spremljajočimi emblemi. Ne njem je bil napis  "Gospodar Ešmoona". Portik je bil iz faraonskega obdobja, vandar so ga kasneje dogradili grški vladarji Egipta. Edini ostenek templja je pilon  z dvema kolonadama po šest stebrov. Stebri so bili pobarvani v več rumeno-rdeče-modrih pasovih. Baze stebrov imajo obliko spodnjih lotosovih listov. Visoki so približno 12 m in imajo  na višini približno meter in pol od tal obseg približno 8,5 m. Proti vhu se ožijo. Največja razdalja med kolonama je približno 5 m, med stebri pa približno 4 m.

## Muzej
Na arheološkem najdišču je majhem muzej na prostem, v katerem sta masivna kipa Tota kot pavijana, ki časti sonce, in nekaj izklesanih gradbenih blokov.